# Никифор Бабачев
Никифор Иванов Бабачев е български учител и общественик в Разград от първата половина на XX век.
Към 1907 г. Бабачев преподава в Разградската мъжка гимназия. Заедно с началника на горското отделение при Министерството на земеделието Константин Байкушев допринася за изграждането на Градския парк в Разград.
През 1909 година съгласно новоприетия Закон за народната просвета, първите три класа на гимназията в Разград се отделят в самостоятелна учебна структура – Разградска прогимназия, помещаваща се в друга сграда, а Никифор Бабачев е назначен за директор, като остава на тази позиция до 1911 г.
Единодушно е избран за член на контролната комисия към Управителния съвет на Съюза на българските химици по време на Седемнадесетия редовен конгрес на 19 и 20 юли 1942 г. в София. Позицията му е утвърдена от Първия (ХIХ) свободен отечественофронтовски конгрес на Съюза на 27 и 28 май 1945 г. 

## Творчество
- Ръководство за растително-маслената индустрия / София, Изд. Хр. Г. Данов, 1939.
- Наръчник по маслодобив и маслопреработка, авторски колектив, София, Изд. Техника 1971 г.
- Методи за анализ в масло-сапунената промишленост, авторски колектив, София, Изд. Техника 1974 г.